# لغة تات
اللغة التَّاتِيَّة (Зуун тати) (بالروسية: Татский язык)، إحدى اللغات الرسمية في جمهورية داغستان ويتحدث بها شعبي التات المسلمة ويهود القوقاز داغستان شمال أذربيجان.